# Карлстром, Брайан
Брайан Карлстром (англ. Bryan Carlstrom, 26 мая 1961 — 26 января 2013) — американский звукоинженер и продюсер, наиболее известный по работе с рок-группами Alice in Chains и The Offspring.

## Биография
Брайан Карлстром родился в 1961 году. Получил образование в Университете Южной Дакоты. Начинал работать в качестве ассистента в звукозаписывающих студиях Capitol Records, Track Record Studios и Eldorado Recording. В 1989 году, во время работы с Билли Айдола в студии Track Record, Карлстром познакомился с продюсером Дэйвом Джерденом, который в соседнем помещении занимался альбомом Jane's Addiction Ritual de lo Habitual. В 1990 году Карслтром помогал Джердену в работе над дебютным альбомом Alice in Chains Facelift в студии Capitol Records. Продюсер остался доволен работой звукоинженера и пригласил к себе на работу, на что Карлстром с радостью согласился.
Первой серьёзной работой Карлстрома в сотрудничестве с Дэйвом Джерденом стал второй альбом Alice in Chains Dirt (1992). Несмотря на сильные переживания звукоинженера, который ближе к концу записи полагал, что не справился с заданием и записал очень однообразно звучащий альбом, Dirt получил отличные отзывы, стартовал с 6-го места в хит-параде Billboard 200 и стал «платиновым».
В дальнейшем Брайан Карлстром записал более 100 альбомов. Помимо Дейва Джердена, он работал с Китом Форси, Бобом Роком, Кеном Скоттом, Шелом Талми и Рэнди Бёрнсом. Наиболее известной работой Карстрома считается альбом The Offspring Americana (1998), продажи которого превысили 10 млн копий. Кроме этого, Карлстром работал с Anthrax, Rob Zombie, Social Distortion, Public Image Ltd., Queen и многими другими артистами.
Умер 26 марта 2013 в Лос-Анджелесе, штат Калифорния, в возрасте 51 года.